# Musée d'histoire naturelle de Göteborg
Le Musée d'histoire naturelle de Göteborg est un musée d'histoire naturelle situé dans Slottsskogen à Göteborg (Suède).

## Historique
Le musée, fondé en 1833, est le plus ancien de la ville. En 1923, les collections zoologiques ont été déplacées de l'ancien bâtiment de la Compagnie suédoise des Indes orientales (qui abrite actuellement le Musée municipal de Göteborg) vers le bâtiment du parc Slottsskogen.

## Collections
Le musée est connu principalement pour son requin bleu et un éléphant d'Afrique bien conservé.
Les collections zoologiques comptent presque 10 millions d'animaux. La collection de vertébrés est constituée de 100 000 spécimens. La collection d'entomologie comprend de nombreux papillons.
Il y a également une collection géologique et un fonds de photographies.

## Illustrations

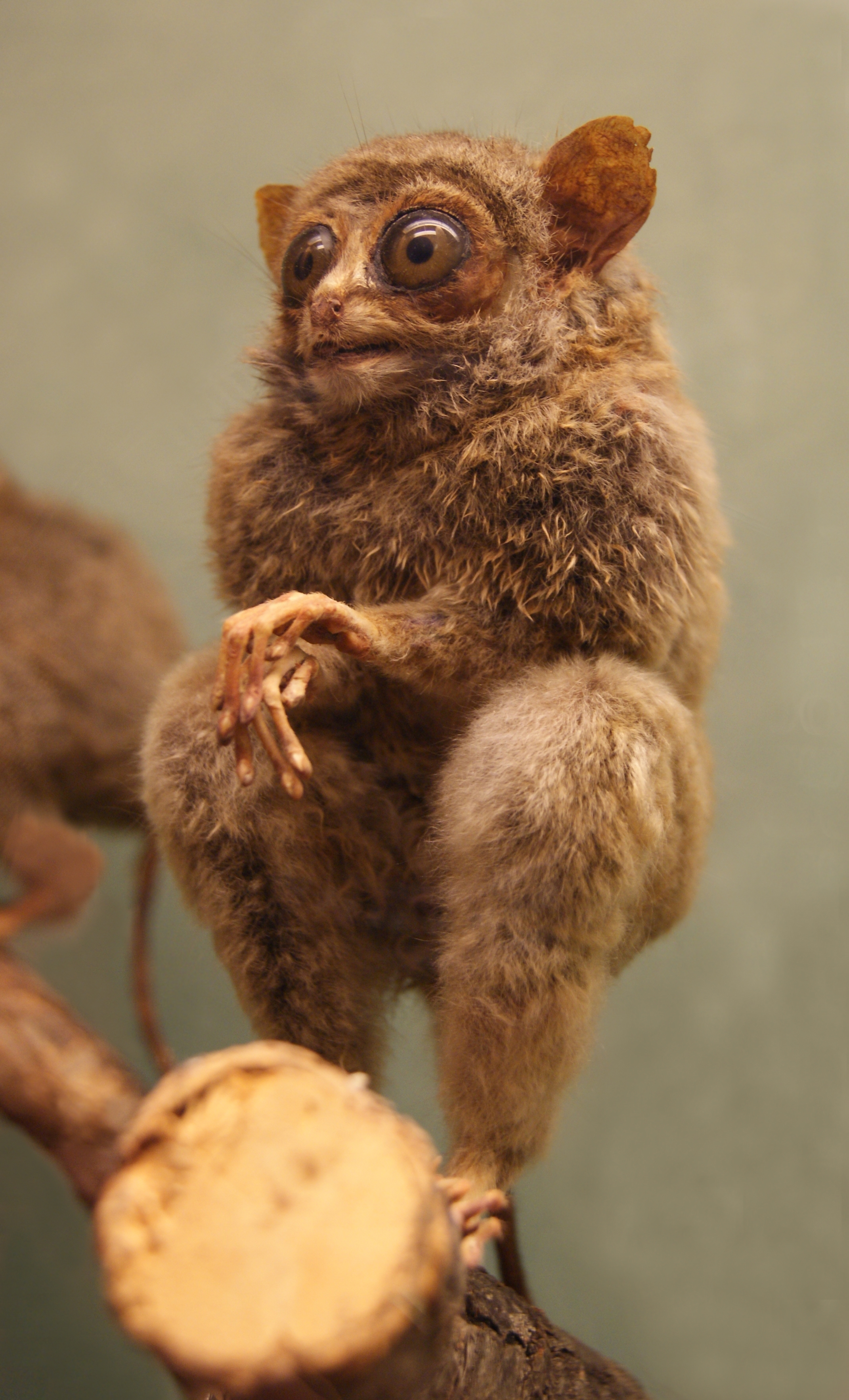
Tarsius fuscus.
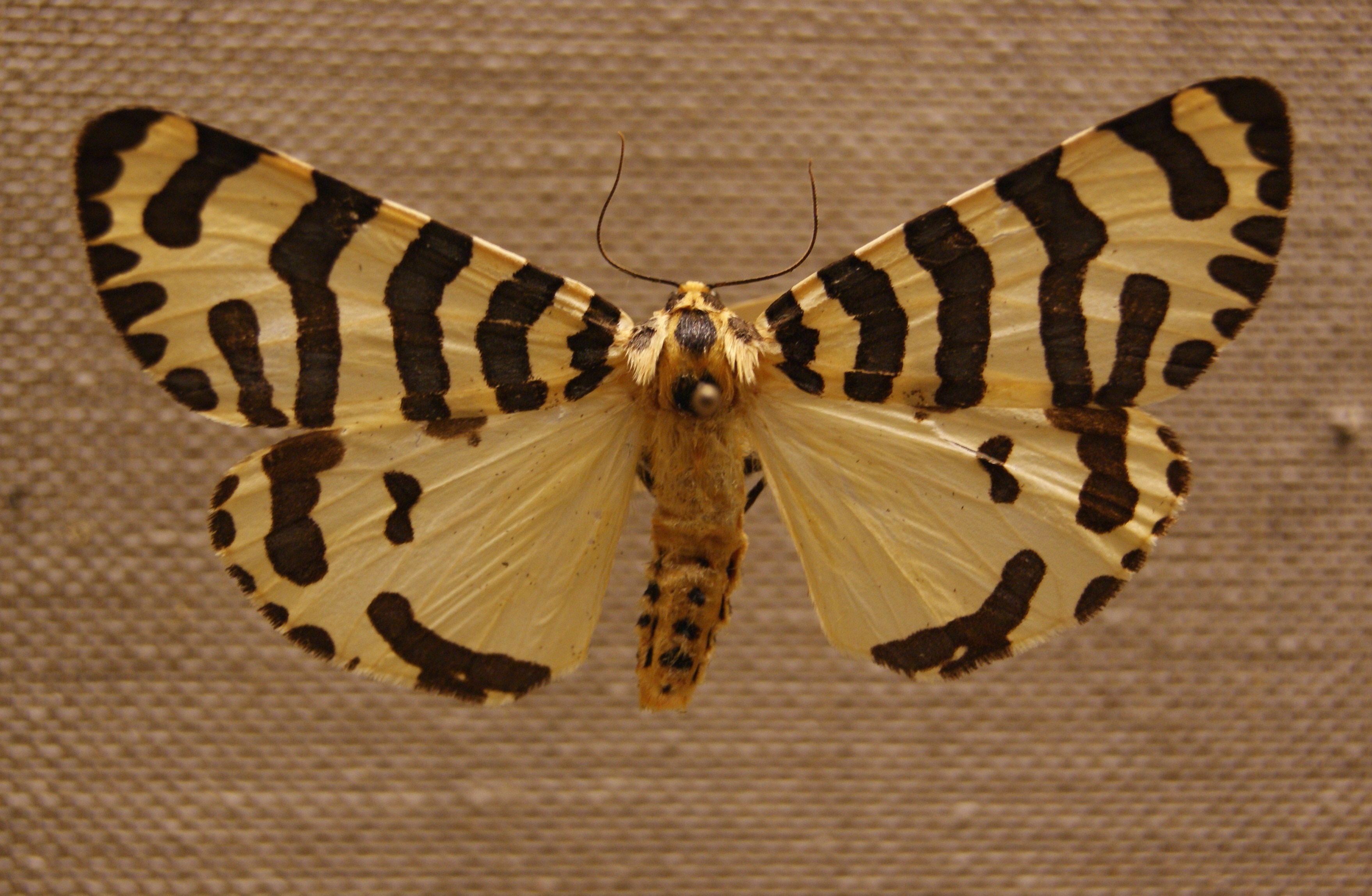
Espèce d'Arctiinae d'Afrique.
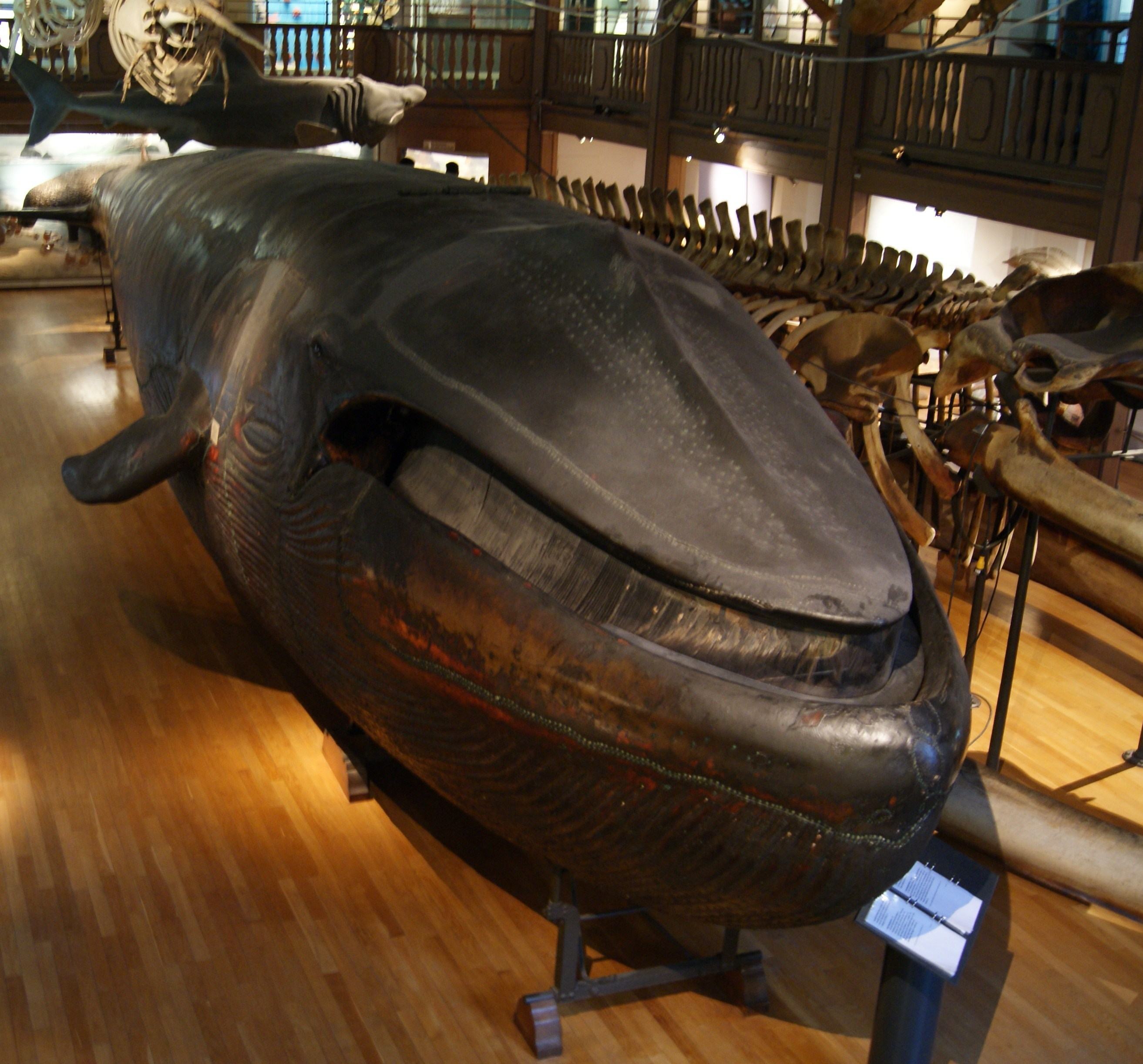
Balaenoptera musculus mâle.
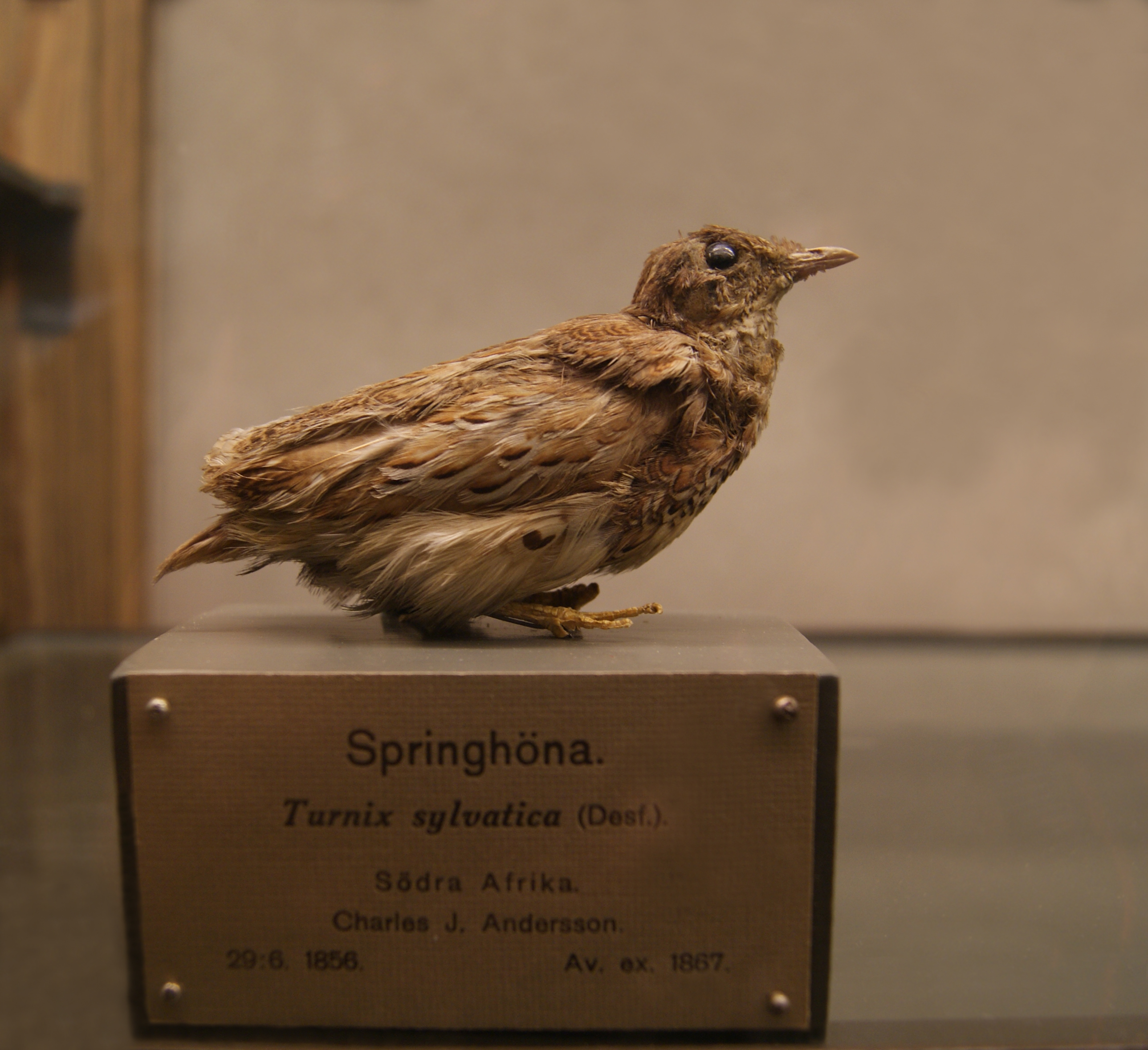
Turnix sylvatica d'Afrique du Sud.